# Saulce-sur-Rhône
 Saulce-sur-Rhône  es una población y comuna francesa, en la región de Ródano-Alpes, departamento de Drôme, en el distrito de Valence y cantón de Loriol-sur-Drôme.

## Demografía
| 1660 | 1125 | 1199 | 1210 | 1443 | 1613 |
| Para los censos de 1962 a 1999 la población legal corresponde a la población sin duplicidades (Fuente: INSEE [Consultar]) |      |      |      |      |      |